# Kremersite
La kremersite è un minerale.